# Khu vực Mậu dịch Tự do ASEAN
Khu vực Mậu dịch Tự do ASEAN (viết tắt là AFTA từ các chữ cái đầu của ASEAN Free Trade Area) là một hiệp định thương mại tự do (FTA) đa phương giữa các nước trong khối ASEAN. Theo đó, sẽ thực hiện tiến trình giảm dần thuế quan xuống 0-5%, loại bỏ dần các hàng rào thuế quan đối với đa phần các nhóm hàng và hài hòa hóa thủ tục hải quan giữa các nước, thúc đẩy hội nhập kinh tế với các quốc gia khác trong khu vực và quốc tế.
Sáng kiến về AFTA vốn là của Thái Lan. Sau đó hiệp định về AFTA được ký kết vào ngày 28 tháng 1 năm 1992 tại Singapore. Ban đầu chỉ có sáu nước là Brunei, Indonesia, Malaysia, Philippines, Singapore và Thái Lan (gọi chung là ASEAN-6). Các nước Campuchia, Lào, Myanma và Việt Nam (gọi chung là CLMV) được yêu cầu tham gia AFTA khi được kết nạp vào khối này. Hiện tại đây là một trong những khu vực mậu dịch tự do lớn nhất thế giới.

## Hoàn cảnh ra đời
Vào đầu những năm 90, khi Chiến tranh Lạnh kết thúc, những thay đổi trong môi trường chính trị, kinh tế quốc tế và khu vực đã đặt kinh tế các nước ASEAN trước những thách thức to lớn không dễ dàng vượt qua nếu không có sự liên kết chặt chẽ và nỗ lực của toàn hiệp hội, những thách thức đó là:
- Quá trình toàn cầu hoá kinh tế thế giới diễn ra nhanh chóng và mạnh mẽ, đặc biệt trong lĩnh vực thương mại, chủ nghĩa bảo hộ truyền thống trong ASEAN ngày càng mất đi sự ủng hộ của các nhà hoạch định chính sách trong nước cũng như quốc tế.
- Sự hình thành và phát triển các tổ chức hợp tác khu vực mới đặc biệt  như Khu vực Mậu dịch Tự do Bắc Mỹ và Khu vực Mậu dịch Tự do châu Âu của EU, NAFTA sẽ trở thành các khối thương mại khép kín, gây trở ngại cho hàng hoá ASEAN khi thâm nhập vào những thị trường này.
- Những thay đổi về chính sách như mở cửa, khuyến khích và dành ưu đãi rộng rãi cho các nhà đầu tư nước ngoài, cùng với những lợi thế so sánh về tài nguyên thiên nhiên và nguồn nhân lực của các nước Trung Quốc, Việt Nam, Nga và các nước Đông Âu đã trở thành những thị trường đầu tư hấp dẫn hơn ASEAN, đòi hỏi ASEAN vừa phải mở rộng về thành viên, vừa phải nâng cao hơn nữa tầm hợp tác khu vực.
- Để đối phó với những thách thức trên, năm 1992, theo sáng kiến của Thái Lan, Hội nghị Thượng đỉnh ASEAN họp tại Singapore đã quyết định thành lập một Khu vực Mậu dịch Tự do ASEAN (gọi tắt là AFTA).

## Mục đích
Mục đích của AFTA là nâng cao năng lực cạnh tranh của ASEAN với tư cách là một cơ sở sản xuất trên thế giới, đồng thời tăng cường tính hấp dẫn đối với đầu tư trực tiếp nước ngoài.

## Cắt giảm thuế quan
Theo Hiệp định về Thuế quan Ưu đãi có Hiệu lực Chung (CEPT), sáu quốc gia gia nhập ASEAN trước sẽ xóa bỏ khoảng 98% tổng số dòng thuế của mình đối với các quốc gia thành viên khác vào năm 2006. Thời hạn dành cho bốn quốc gia gia nhập sau là năm 2013. Các sản phẩm được xem xét giảm thuế quan được nêu trong bốn danh mục, đó là: 
- Danh mục các sản phẩm giảm thuế ngay,
- Danh mục các sản phẩm tạm thời chưa giảm thuế,
- Danh mục các sản phẩm nông sản chưa chế biến nhạy cảm,
- Danh mục các sản phẩm loại trừ hoàn toàn.

## Xóa bỏ hàng rào phi thuế quan
AFTA đã thực hiện xóa bỏ hàng rào phi thuế quan

## Các quốc gia thành viên
Các nước đồng ý loại bỏ hàng rào thuế quan với nhau: 
- Brunei
- Indonesia
- Malaysia
- Philippines
- Singapore
- Thái Lan
- Myanmar
- Campuchia
- Việt Nam

Quan sát viên:
- Papua New Guinea
- Đông Timor

Cuộc họp gần nhất của ASEAN còn có sự tham gia của:
- Trung Quốc
- Hàn Quốc
- Nhật Bản
- Ấn Độ
- Nga
- Úc
- New Zealand